# Zalog, Straža
Zalog je naselje v Občini Straža. Naselje leži na levem bregu Krke ob lokalni cesti Novo mesto - Zalog - Straža. Skozi naselje teče ponikalnica Temenica (Prečna), ki se tam izlije v Krko. 
V kraju je bila nekdaj opekarna. V prostorih družbe Ekosistemi na območju nekdanje opekarne, kjer so zbirali odpadke, je poleti 2017 izbruhnil velik požar.
Na mestu pogorišča je zrasla poslovna cona.
Na vzpetini sredi naselja stoji cerkev sv. Martina v Zalogu, podružnična cerkev župnije Prečna pri Novem mestu. Pisna omemba iz 1581, čas izgradnje neznan. Oltar iz prve polovice 17. stoletja. Zanimiva sta kipa sv. Jurija in sv. Ane Samotretje.
V kraju je nekoč stal dvorec Zalog.
- Zalog
- Cerkev sv. Martina
- Sotočje Temenice in Krke
- Stara krajwvna tabla